# Sonia Vaccaro
Sonia Vaccaro (Buenos Aires) es una psicóloga argentina, desde 2002 residente en España, especialista en violencia contra las mujeres. En 2012 acuñó el término "violencia vicaria" que define como "aquella que utiliza a los hijos para herir y maltratar a la mujeres".

## Trayectoria
Nacida en Argentina, de nacionalidad italiana, reside en España desde 2002.
Se licenció en Psicología con la especialidad clínica y laboral en 1981 por la Universidad de Belgrano de Buenos Aires. Desde entonces trabajó como psicóloga, psicoterapeuta y perito forense. En Argentina fue integrante del Equipo de Investigación Interdisciplinar en Violencia Familiar de la Dirección Nacional de Política criminal. En 2002 fijó su residencia en Madrid donde continuó su investigación sobre la violencia contra las mujeres y su trabajo en prevención, asistencia a las víctimas, formación de profesionales y supervisión de casos clínicos.
En 2005 publicó una «Guía de apoyo a familiares y amistades de jóvenes que son víctima de violencia de género», planteando las diferentes razones por las que éstas no cuentan a nadie la violencia que sufren y analizando la reacción de la familia al conocer esta situación. Editada por la Comisión para la Investigación de Malos Tratos a Mujeres, organización de cuyo equipo fue integrante en la realización de informes judiciales a mujeres, y específicamente a mujeres jóvenes colaboró hasta 2013.
En 2009 publicó junto a Consuelo Barea una investigación centrada en el falso síndrome de alienación parental y su utilización en casos de divorcios y custodias. 
En 2012, Vaccaro acuñó la expresión violencia vicaria para referirse a un neologismo aplicado en el ámbito de la violencia de género que denomina a una forma de violencia por la que un progenitor ataca a una hija o un hijo con el objetivo de causar dolor a la madre.

Es aquella violencia que se ejerce sobre los hijos/as para herir a la mujer. Es una violencia secundaria a la víctima principal, que es la mujer. Es a la mujer a la que se quiere dañar y el daño se hace a través de terceros, por interpósita persona. El maltratador sabe que dañar o asesinar a los hijos/hijas es asegurarse de que la mujer no se recuperará jamás (Sonia Vaccaro, 2016).

## Publicaciones
- Guía para madres y padres de adolescentes ¿Qué hacer si mi hija ha sido maltratada? (2005) Comisión para la Investigación de los Malos Tratos a Mujeres.[4]
- El pretendido síndrome de alineación parental. Un instrumento que perpetúa el maltrato y la violencia (2009) con Consuelo Barea y prólogo de Miguel Lorente Acosta. Editorial Desclée de Brouwer.[11]